# Isarmünd
Isarmünd war ein Gemeindeteil der Gemeinde Moos im Landkreis Deggendorf in Niederbayern.
Der Weiler besteht wohl seit mehr als 800 Jahren. Bis Anfang der 1960er Jahre gab es eine Fähre über die Donau, die jedoch nach mehreren Unfällen außer Dienst gestellt wurde.
Isarmünd lag direkt hinter dem Hochwasserdeich wenige hundert Meter südlich der Isarmündung in die Donau. Trotz des Deichs wurde der Ort wiederholt überflutet. Zuletzt war das beim Hochwasser 2013 der Fall. Ein Ausbau der Deichanlagen um Isarmünd statt vor einem 30-jährlichem Hochwasser vor einem 100-jährlichem Hochwasser schützen zu können wurde aus Kostengründen verworfen. Zusätzlich soll das Gebiet südlich der Isarmündung als Polder genutzt werden, um die Höhe künftiger Hochwasser an der Donau zu verringern. Dazu wurden die Bewohner von Isarmünd umgesiedelt und die Ortschaft abgerissen. Der überwiegende Teil der Bewohner siedelte in die Nachbarortschaft Moos um. Von den ursprünglich sieben Anwesen waren Anfang 2021 bereits vier abgerissen, zwei waren leerstehend und nur noch eines wurde von einem alten Ehepaar bewohnt. Letztendlich wird nur die denkmalgeschützte dem Johannes Nepomuk geweihte Kapelle erhalten bleiben.
Anfang 2023 erfolgte der vollständige Abriss der zuletzt verbliebenen Höfe und damit die de-facto Auflösung der ehemaligen Ortschaft.
Allein die denkmalgeschützte Kapelle und die alten Ortsschilder verblieben und weisen auf den ehemaligen Weiler hin.

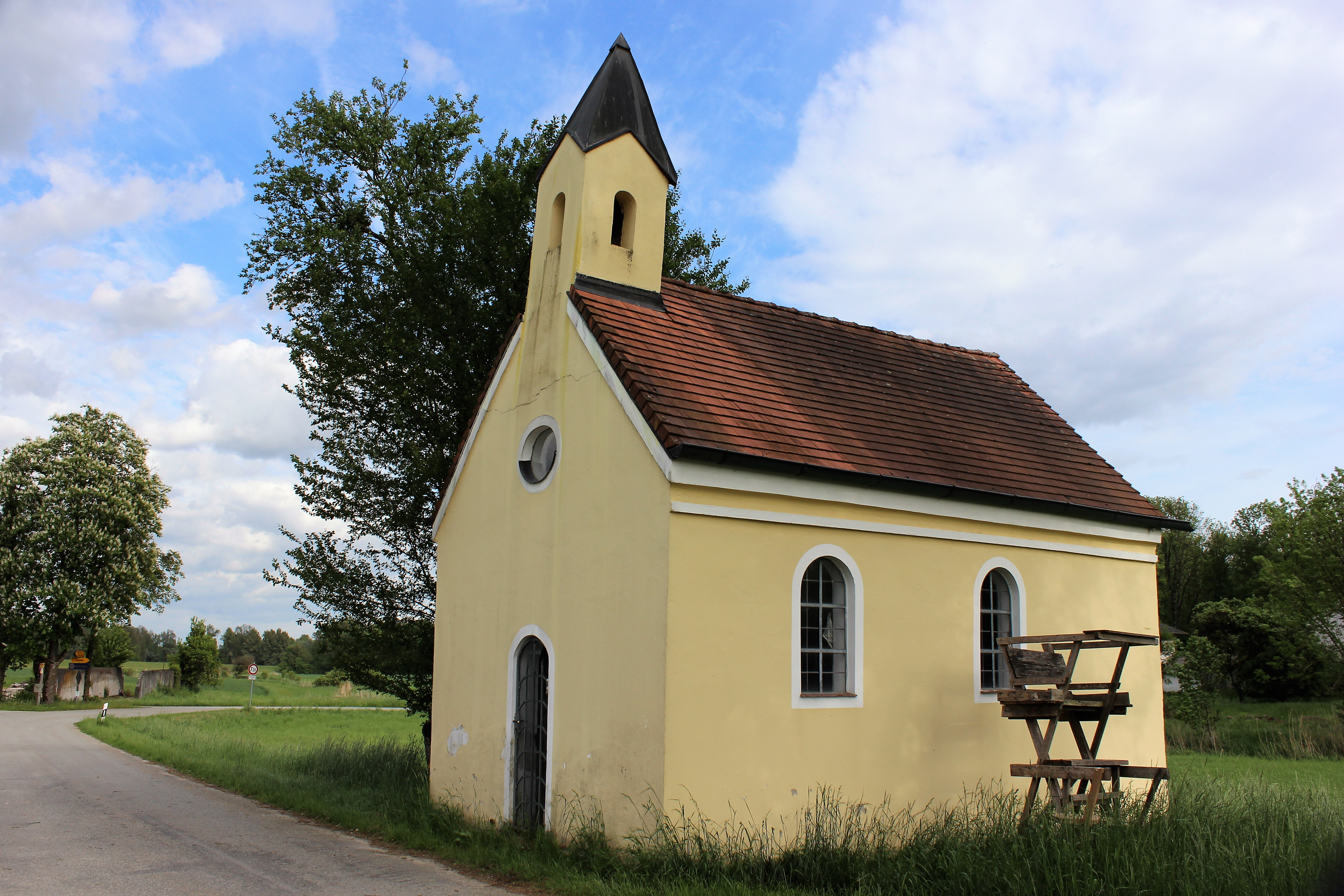
Denkmalgeschützte Kapelle in Isarmünd
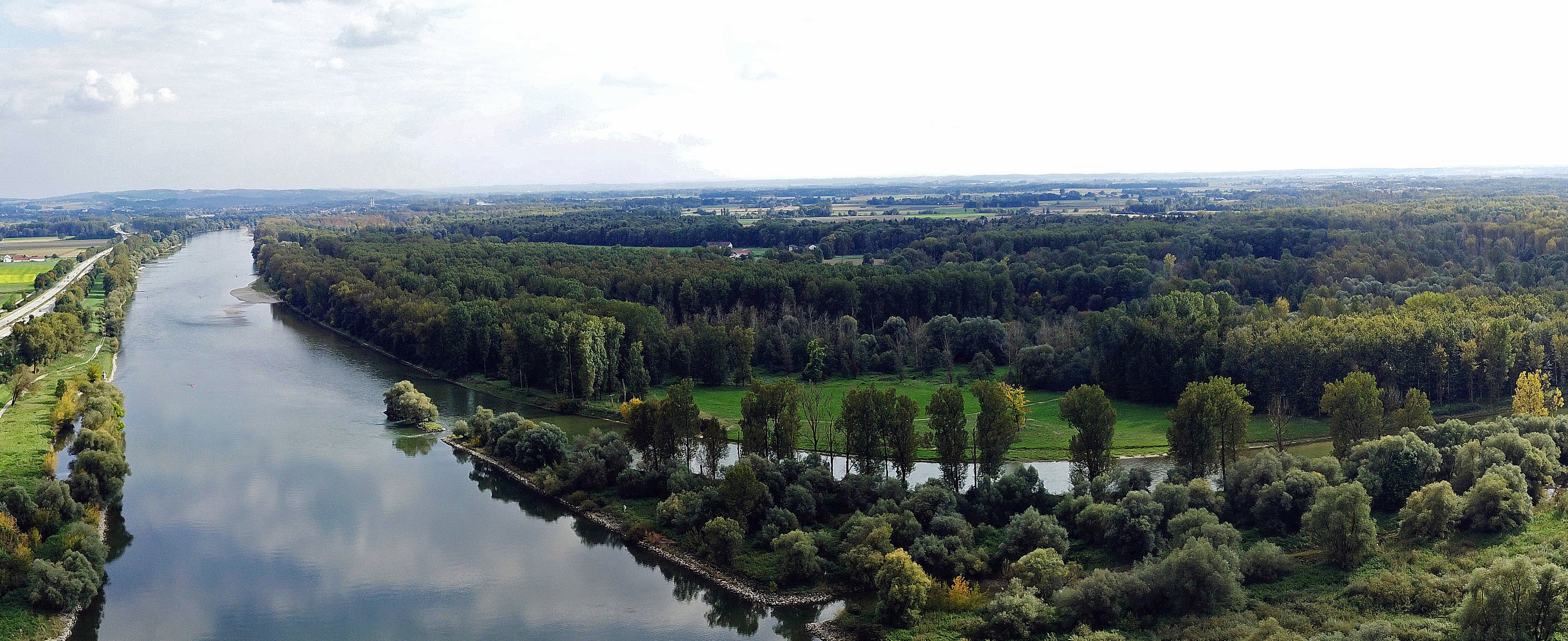
Panoramaaufnahme der Isarmündung. Isarmünd liegt direkt hinter dem Waldstück in der Bildmitte